# Mémorial des déportés de la Mayenne
 (juin 2016).
Si vous disposez d'ouvrages ou d'articles de référence ou si vous connaissez des sites web de qualité traitant du thème abordé ici, merci de compléter l'article en donnant les références utiles à sa vérifiabilité et en les liant à la section « Notes et références ».
La Vigie - Mémorial des déportés de la Mayenne est un lieu de mémoire situé à Mayenne, dans le département de la Mayenne. Ouvert en 2012, ce lieu rend hommage aux déportés du département de la Mayenne. Cet hommage s’adresse à toutes les personnes nées, domiciliées et/ou arrêtées en Mayenne et qui ont été envoyées dans les camps de concentration ou d’extermination nazis pendant la Seconde Guerre mondiale.  

## Historique
En 1996, l’Association nationale des amis de la fondation pour la mémoire de la déportation (AFMD) est créée à Paris. Un an plus tard, en 1997, la délégation territoriale (DT de l’AFMD) de la Mayenne est créée à son tour. La DT, présidée par Jocelyne Doumeau, fille de déportée de la Mayenne, entreprend différentes actions notamment l’enregistrement des anciens déportés. Commémorations, expositions, pièces de théâtre sont menées par cette délégation mayennaise. En 2005, l’idée de créer un lieu dédié aux déportés de la Mayenne surgit. En 2007, une association locale est créée : l’Association pour le mémorial de la déportation. Le projet peut être mené en Mayenne et recevoir ainsi le soutien des collectivités. Après différentes études pour l'installation de ce lieu de mémoire, la municipalité de Mayenne accepte en 2009 d’accueillir le mémorial dans sa ville. Le bâtiment des anciens bains douches, devenu entre temps la première salle du Boxing club mayennais, est proposé à l’association puis entièrement réhabilité par la mairie de Mayenne au printemps 2011,.

## Espace Mémoire
Dès le départ, le mémorial des déportés de la Mayenne a été conçu autour de deux espaces : l’Espace Mémoire et l’Espace Vigilance. Les premières salles, intitulées l’Espace Mémoire, sont dédiées à l’ensemble des déportés du département (résistants, Juifs, opposants politiques, etc.) et leur rendent hommage. Cet espace témoigne de ce qui s’est passé dans les camps à travers les témoignages écrits et oraux de Mayennais.
L’Espace Mémoire a été inauguré le 25 avril 2012 en présence d’anciens déportés, de sympathisants, d’adhérents, d’élus de la Mayenne. Marie-José Chombart de Lauwe, présidente de la Fondation pour la mémoire de la déportation, Yves Lescure, directeur général de cette fondation et Serge Chupin, président de l’Association nationale des amis de la Fondation pour la mémoire de la déportation étaient aussi présents à cette occasion.

### Repères temporels et géographiques
À l’intérieur de l’espace mémoire du mémorial des déportés de la Mayenne, des repères temporels donnent une vision globale du conflit de la Seconde Guerre mondiale. Axés en particulier sur la déportation, ces repères se déclinent à trois échelles différentes : l’Europe, la France et la Mayenne. Deux cartes sont aussi exposées au mémorial : une carte de la Mayenne localisant le domicile des déportés et une carte des camps avec le nombre de Mayennais dans chaque camp.

### Objets du souvenir

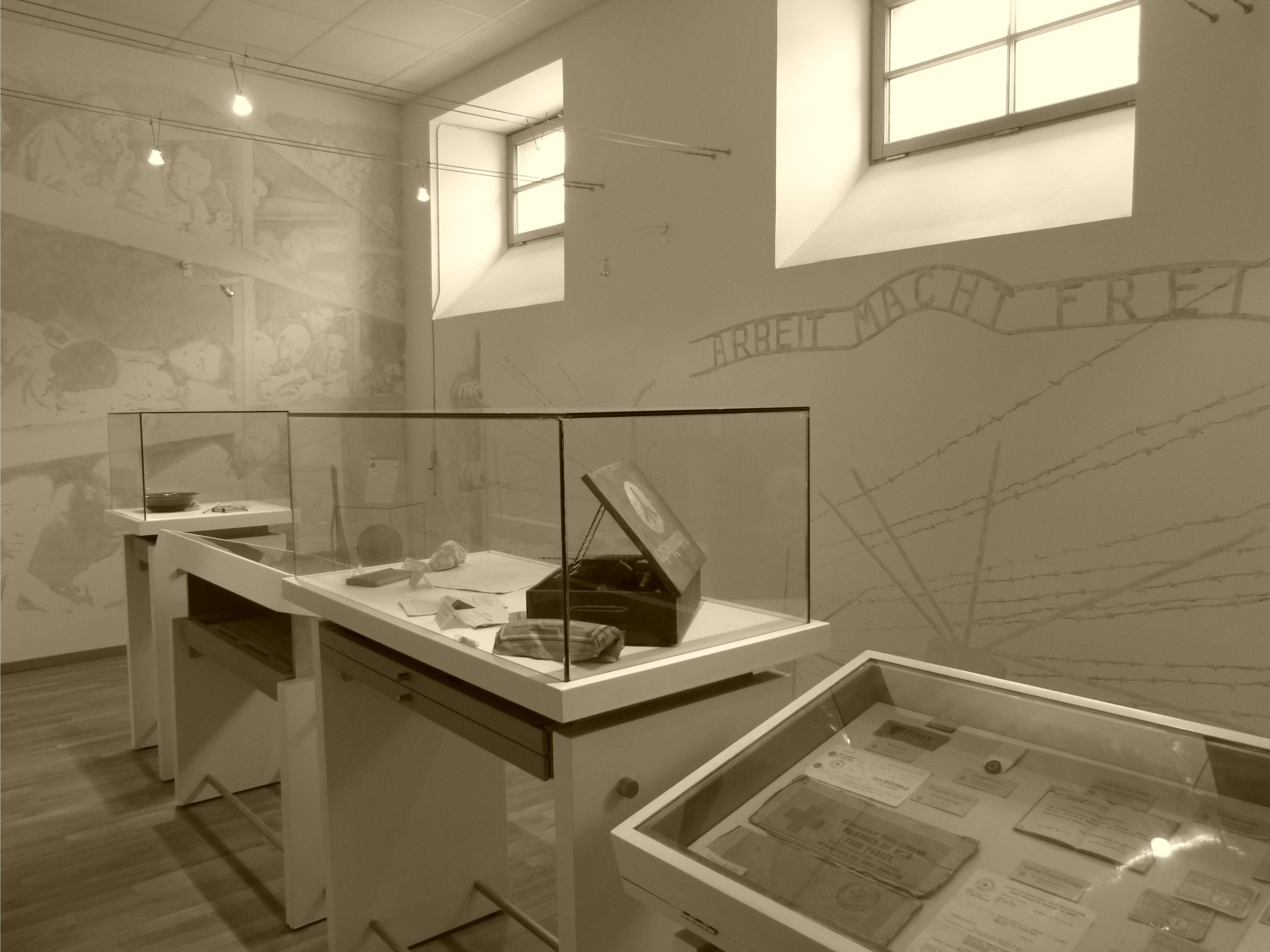
Salle des objets du souvenir du mémorial des déportés de la Mayenne

Au retour de leur déportation, en 1945, certains déportés de la Mayenne ont ramené des objets. Correspondances, vêtements, documents officiels composent ces « objets du souvenir » et témoignent de l’enfer des camps nazis. Ces objets sont liés à des histoires personnelles, à des histoires singulières et à des histoires d’hommes et de femmes. Des fresques murales (réalisées par Séverine Raulet) présentent également les conditions de vie dans les camps nazis grâce à plusieurs scènes : l'appel, le travail, l'entrée du camp d'Auschwitz, les barbelés, les blocks. 

### Mur des noms
Ce sont 540 déportés de la Mayenne – hommes, femmes, enfants, - qui composent ce mur des noms ou mur mémoriel, noms, prénoms et photographies de ces victimes du système concentrationnaire nazi. Pour compléter ce mur, des fiches individuelles donnent des informations plus détaillées sur chaque Déporté. Des recherches sont menées quotidiennement sur les Déportés de la Mayenne, par l'association.

### Exposition permanente

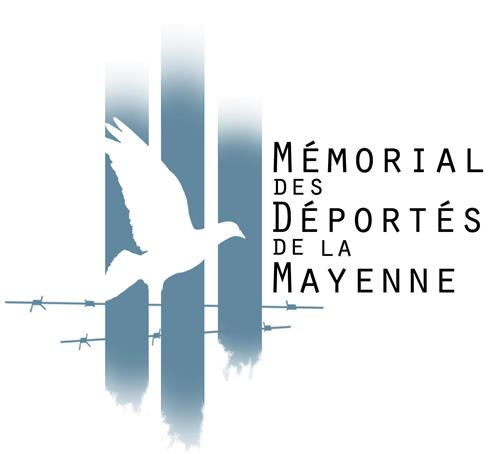
Logo du mémorial des déportés de la Mayenne

Cette exposition s’intitule « Souffrances et Espoirs ». Celle-ci se décompose en trois parties : Avant l'arrestation, Dans le camp et Liberté et Espoir. L’exposition retrace le parcours des déportés à travers des témoignages de Mayennais. La dernière partie de l'exposition Souffrances et Espoirs ouvre sur l'Europe, les jumelages franco-allemands et la déclaration des droits de l'homme. Cette partie est le lien avec le second espace du mémorial – l’Espace Vigilance.

## Espace Vigilance
Ouvert au printemps 2013, cette quatrième salle, intitulée l’Espace Vigilance, est complémentaire à l’Espace Mémoire (trois premières salles). Les objectifs de cette salle sont :
- de proposer au public scolaire des activités pédagogiques[5];
- d’organiser des manifestations à l'année (conférences, expositions temporaires, lectures de texte, etc) pour faire vivre le mémorial.
- de mettre à disposition du public un espace médiathèque (en lien avec la déportation et la Seconde Guerre mondiale) ;
- de proposer aux élèves un lieu de documentation et d'information dans le cadre notamment du Concours National de la Résistance et de la Déportation par exemple ;
- de susciter la réflexion et les recherches sur les thèmes de la paix et des droits de l'homme ;
- de mettre en place un lieu d'éveil des consciences et d'appel à la vigilance.